# Carlos Franco (pintor)

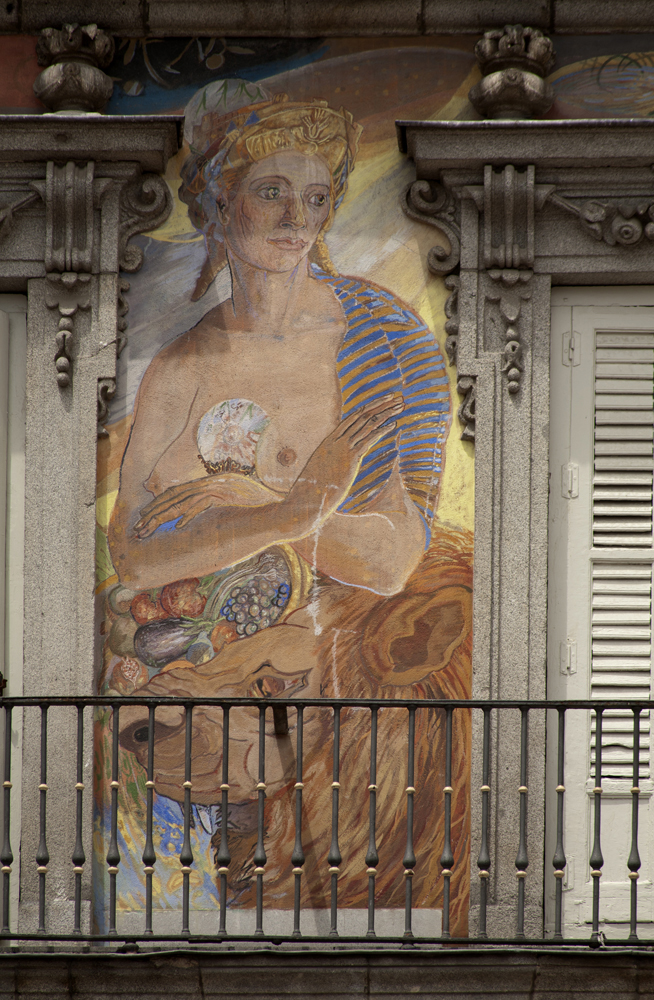
Cibeles, detalle de las pinturas murales en la fachada de la Casa de la Panadería, Madrid, 1992.

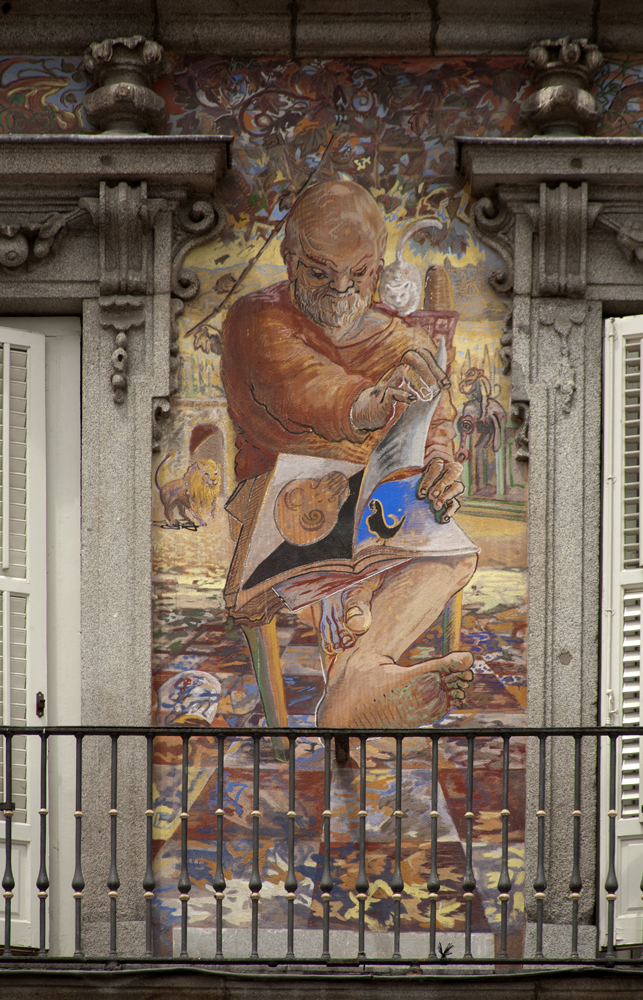
Detalle de las pinturas murales en la fachada de la Casa de la Panadería, Madrid, 1992.

Carlos Franco (Madrid, 1951). Pintor español, adscrito a la nueva figuración madrileña surgida en la década de los setenta del pasado siglo.

## Biografía y obra
La pintura de Carlos Franco se caracteriza por la atracción que en él producen los motivos simbólicos de la mitología clásica o del inconsciente. Desde sus primeras obras, en las que se advierten referencias directas a los grandes artistas del pasado, entre ellos los decimonónicos Delacroix e Ingres, Franco ha experimentado con la yuxtaposición de imágenes y la voluptuosidad del color, experimentación que le ha llevado en su obra reciente a investigar en los soportes y técnicas pictóricas, incluyendo los medios digitales combinados con los manuales.
Su primera exposición individual tuvo lugar en la Sala Doncel de Pamplona (1971). Un año después expuso en Madrid, en la galería Amadís. En años sucesivos alternó las exposiciones individuales con la ilustración de libros, entre ellos la Eneida de Virgilio para ediciones Turner, y ocasionales trabajos de decoración, como los decorados para el Congreso Nacional de Magia de 1977. En 1989 se adjudicó el concurso convocado por el Ayuntamiento de Madrid para la decoración mural de la fachada de la Real Casa de la Panadería en la Plaza Mayor, al que también fueron invitados Sigfrido Martín Begué y Guillermo Pérez Villalta. 
Desde 2003 expone en la galería Marlborough de Madrid. Una muestra itinerante de su pintura, organizada en 2004 por la Sociedad Estatal para la Acción Cultural Exterior (Seacex), se expuso en Panamá, Museo del Canal Interoceánico, Cartagena (Colombia), Centro Cultural de España, Curitiba (Brasil), Museo Oscar Niemeyer, San José (Costa Rica), Sala de Exposiciones del BBVA, y Salvador de Bahía (Brasil), Centro Caixa Económica Federal.
El Museo Nacional Centro de Arte Reina Sofía (MNCARS) organizó en 2007 una muestra del conjunto de su obra gráfica para ser expuesta en el Monasterio de Silos (Burgos). En el terreno de la escultura, en 1996 presentó una colección de piezas en hierro forjado y chapa de hierro cortada con láser para Loewe Hnos. expuesta en los escaparates de sus tiendas de febrero a abril de ese año. 